# HD83817
HD83817 — хімічно пекулярна зоря спектрального класу F4, що має видиму зоряну величину в смузі V приблизно  8,9.
Вона  розташована на відстані близько 1482,5 світлових років від Сонця.